# Surtsey
Surtsey (z isl. „wyspa Surtra”) – wyspa wulkaniczna u południowych wybrzeży Islandii, jednocześnie ze względu na położenie geograficzne (63°18′00″N 20°36′00″W/63,300000 -20,600000) najdalej na południe wysunięta część tego kraju. Powstała na skutek podmorskiej erupcji wulkanicznej, która rozpoczęła się na głębokości 130 metrów i wyłoniła się na powierzchnię 14 listopada 1963. Erupcja mogła rozpocząć się kilka dni wcześniej, a zakończyła się 5 czerwca 1967, kiedy to wyspa osiągnęła największą powierzchnię – 2,7 km². Od tego czasu wpływy fal i wiatru powodują erozję i stałe zmniejszanie się powierzchni wyspy (w 2002 pozostało 1,4 km² powierzchni).
Nowa wyspa została nazwana imieniem boga ognia Surtra z mitologii nordyckiej i podczas jej tworzenia była obiektem intensywnych badań wulkanologów, a od zakończenia erupcji stanowiła przedmiot zainteresowania botaników i biologów, obserwujących stopniowy rozwój życia na początkowo jałowej powierzchni. Podmorskie kominy wulkaniczne, które utworzyły wyspę Surtsey stanowią część podmorskiego systemu wulkanicznego archipelagu wysp Vestmannaeyjar znajdującego się na śródoceanicznym grzbiecie nazywanym Grzbietem Śródatlantyckim. W 1973 w archipelagu tym miał miejsce wybuch wulkanu Eldfell na wyspie Heimaey. Erupcja, która uformowała wyspę Surtsey, stworzyła kilka innych małych wysp wzdłuż tego łańcucha wulkanicznego, takich jak Jólnir i innych bezimiennych szczytów. Większość z nich dość szybko uległa erozji.
W 2008 roku wyspę wpisano na listę światowego dziedzictwa UNESCO.

## Początki erupcji

Surtsey

14 listopada 1963 o godzinie 7:15 kuk z trawlera Ísleifur II odpływającego z archipelagu Vestmannaeyjar na południe od Islandii zauważył na południowy zachód od statku coś, co zaczęło przyjmować formę kolumny ciemnego dymu. Kapitan statku zdecydował o zbadaniu zjawiska sądząc, że jest to dym z płonącej łodzi, ale zamiast tego natknął się na erupcję wulkaniczną wydzielającą słupy czarnego popiołu, które wskazywały, iż pod powierzchnią morza rozpoczęła się aktywność wulkaniczna.
Mimo że erupcja była nieoczekiwana, kilka faktów wskazywało z wyprzedzeniem na zbliżającą się aktywność wulkaniczną. Tydzień wcześniej sejsmograf w Reykjavíku zanotował słabe wstrząsy, których dokładnej lokalizacji nie ustalono. Dwa dni przed erupcją morski statek badawczy zauważył, iż morze w rejonie było cieplejsze niż zazwyczaj, jednocześnie ludzie w nadbrzeżnej miejscowości Vík í Mýrdal położonej 80 km dalej na Islandii wyczuli w powietrzu zapach siarkowodoru.
Erupcja prawdopodobnie rozpoczęła się kilka dni przed 14 listopada. Dno morskie znajduje się 130 metrów poniżej poziomu morza i na tej głębokości oznaki erupcji są tłumione przez ciśnienie wody. W miarę powstawania stożka wulkanicznego głębokość zmniejszała się i ostatecznie lawa przedarła się przez barierę wody i wulkan wyłonił się na powierzchnię.

## Początki istnienia wyspy

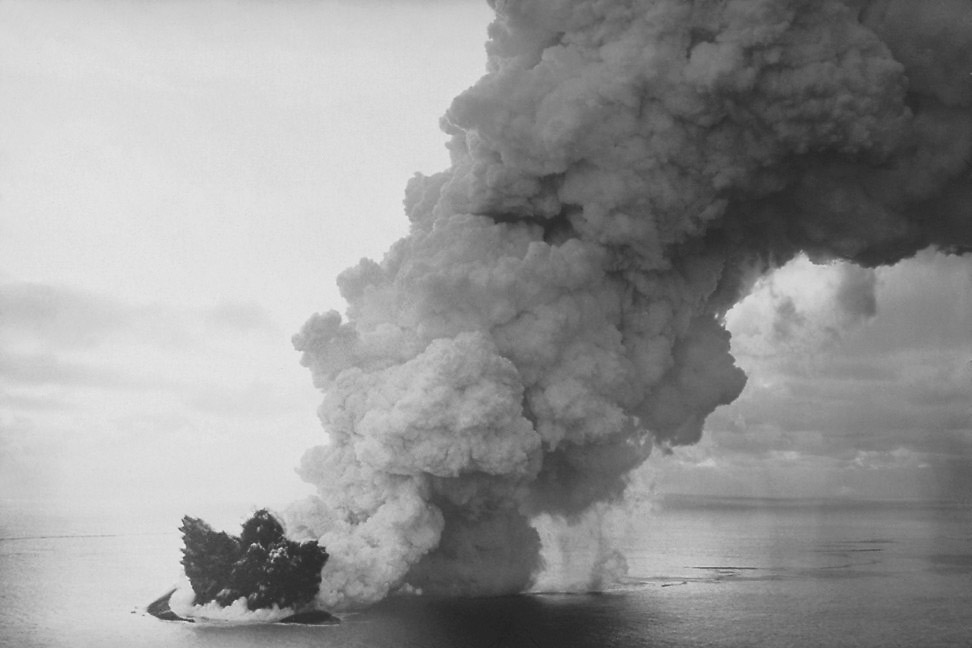
Pył wznoszący się nad nowo uformowaną wyspą Surtsey

14 listopada 1963 do godziny 11:00 słup dymu i popiołu wybuchającego wulkanu osiągnął wysokość kilku kilometrów. Na początku erupcja następowała z trzech oddzielnych kominów wulkanicznych wzdłuż północno-wschodniej i południowo-zachodniej szczeliny, ale do godzin popołudniowych oddzielne ujścia połączyły się wzdłuż szczeliny. Przez następny tydzień eksplozje trwały nieustannie i po zaledwie kilku dniach nowa wyspa uformowana głównie ze scoria, porowatej formy bazaltu, osiągnęła ponad 500 metrów długości i 45 metrów wysokości. Nowa wyspa została nazwana imieniem Surtra, w mitologii nordyckiej boga ognia. Dalsza erupcja przebiegała z jednego szerokiego komina wzdłuż szczeliny, a wyspa zaczęła przybierać kształt zbliżony do owalu. Do 24 listopada wymiary wyspy wyniosły 900 na 650 metrów. Gwałtowne zetknięcie się gorącej lawy z wodą morską skutkowało tym, że głównym budulcem wyspy była podobna do pumeksu bazaltowa skała wulkaniczna nazywana scoria, bardzo podatna na szybką erozję na skutek oddziaływań północnoatlantyckich sztormów zimowych. Mimo to nawet przy ciągłym wymywaniu wyspy falami morskimi, bezustanna aktywność wulkaniczna powodowała wzrost powierzchni wyspy, która w lutym 1964 osiągnęła maksymalną średnicę ponad 1300 metrów.
Interesującym wydarzeniem, które miało miejsce na początku istnienia wyspy, był przyjazd 6 grudnia 1963 trzech francuskich dziennikarzy z magazynu Paris Match. Spędzili oni na wyspie około 15 minut zanim wciąż trwająca aktywność wulkaniczna nie zmusiła ich do jej opuszczenia. Dziennikarze żartobliwie ogłosili francuskie zwierzchnictwo nad wyspą, ale Islandczycy szybko zaprzeczyli tej informacji, stwierdzając, że Surtsey powstała na islandzkich wodach terytorialnych. Podobny spór o przynależność wyspy powstałej na skutek erupcji wulkanicznej toczył się w lipcu 1831 wokół Ferdinandei, zlokalizowanej niedaleko Sycylii do której pretensje zgłosiły: Wielka Brytania, Królestwo Obojga Sycylii, Francja i Hiszpania.

## Stała wyspa
Wybuchowe erupcje freatomagmowe powstające na skutek zalania wodą kominów wulkanicznych powodowały rozrzucanie odłamków skalnych w promieniu 1 kilometra od wyspy, a chmura popiołu osiągnęła 10 kilometrów wysokości. Luźna sterta materiałów piroklastycznych była zmywana otwierając drogę wodzie do gorącej lawy, dlatego w początkowym etapie erupcji widoczne były nad wyspą wielkie chmury pyłu wulkanicznego.
Do 1964 ciągła aktywność wulkaniczna spowodowała powiększenie wyspy do takich rozmiarów, że woda nie zalewała już kominów wulkanicznych, a erupcje zmieniły swój charakter z wybuchowych na łagodniejszy w postaci fontann i wylewów lawy. W rezultacie powstał pewnego rodzaju czepiec z odporniejszych na erozję skał wylewnych pokrywający stos luźnych skał piroklastycznych, zapobiegając szybszemu ich wymyciu przez wodę. Aktywność wulkaniczna na wyspie trwała do 1965 roku, gdy osiągnęła ona maksymalną powierzchnię 2,5 km².
28 grudnia 1963 w odległości 2,5 km na północny wschód od Surtsey rozpoczął się proces podwodnej aktywności wulkanicznej, w wyniku którego na dnie morskim powstał grzbiet o wysokości 100 metrów. Podwodną górę nazwano Sultra, ale nigdy nie osiągnęła ona powierzchni morza. Erupcję wulkanu Sultra skończyły się 6 stycznia 1964 i od tego czasu uległ on erozji, a jego stożek obniżył się z głębokości 23 m pod powierzchnią morza na głębokość 47 metrów.

## Stopniowe wygasanie erupcji

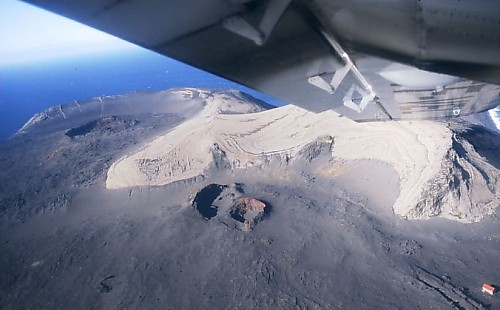
Kratery wulkaniczne na Surtsey w 1999

W 1965 aktywność wulkaniczna na głównej wyspie zaczęła zanikać, ale pod koniec maja tego roku w kraterze oddalonym o 0,6 km od północnego brzegu rozpoczęła się kolejna erupcja. Około 28 maja stożek wulkanu wynurzył się ponad powierzchnię wody i został nazwany mianem Syrtlingur. Erupcje na wysepce trwały do początku października 1965, kiedy to jej powierzchnia osiągnęła obszar 0,15 km², ale na skutek erozji została szybko zniszczona przez morze znikając pod falami 24 października.
W grudniu 1965 wykryto kolejną podmorską aktywność wulkaniczną w odległości 900 metrów na południowy zachód od Surtsey, której efektem było uformowanie się kolejnej wyspy. Tak jak Surtsey nazwana imieniem nordyckiego boga Jólnira (identyfikowanego jako drugie imię Odyna) wysepka powiększała swoje rozmiary przez kolejne osiem miesięcy osiągając wysokość 70 metrów i powierzchnię 300 m². Ostatecznie aktywność wulkaniczna na Jólnir zakończyła się 8 sierpnia 1966 i tak jak wcześniej Syrtlingur na skutek działania fal rozpoczął się proces jej gwałtownej erozji. Wysepka zniknęła z powierzchni oceanu w październiku 1966.
19 sierpnia 1966 powróciła na Surtsey aktywność wulkaniczna, a kolejne erupcje pokryły jej powierzchnię kolejną warstwą lawy zapobiegającej jej szybkiej erozji. Częstotliwość erupcji zmniejszała się stopniowo, aby 5 czerwca 1967 ustać całkowicie. Od tego czasu wulkan uważany jest za drzemiący. Całkowita objętość lawy jaka wypłynęła na Surtsey podczas trzyipółletniej aktywności wulkanicznej wynosi około jednego kilometra sześciennego, a najwyższy punkt wyspy znajdował się na poziomie 174 metrów powyżej powierzchni morza.
Od zakończenia erupcji erozja zmniejszyła powierzchnię wyspy. Obszar w południowo-wschodniej części Surtsey uległ całkowitemu zniszczeniu, natomiast piaszczysta mierzeja zwana Norðurtangi (północny punkt) uformowała się w jej północnej części. Szacuje się, że w wyniku erozji zostało utracone około 0,024 km³ materiału, co stanowi około jedną czwartą objętości znajdującej się ponad powierzchnią morza części wyspy.

## Życie na wyspie
Wyspa Surtsey została objęta ochroną w formie rezerwatu przyrody w 1965 roku, jeszcze zanim ustały ostatnie erupcje. Stała się miejscem klasycznych studiów nad biokolonizacją z populacji założycielskiej, która przybyła z zewnątrz (gatunki alochtoniczne). Obecnie tylko nielicznym naukowcom zezwala się na lądowanie na wyspie, a pozostałym badaczom pozostaje możliwość kontaktu z Surtsey tylko poprzez obserwację z powietrza z małych samolotów.

### Życie roślinne
Stopniowo na Surtsey następowało zasiedlanie organizmami żywymi, z których pierwszymi były zaobserwowane już w 1965 mchy i porosty, pokrywające obecnie większość wyspy. Podczas pierwszych 20 lat życia wyspy zaobserwowano pojawienie się 20 gatunków roślin, ale ostatecznie pozostało jedynie 10 z nich, zdolnych do przetrwania w ubogiej w związki organiczne inicjalnej glebie wulkanicznej.
W miarę zasiedlania Surtsey przez ptaki zasobność gleby zaczęła wzrastać, a to umożliwiło zasiedlenie się i przeżycie roślinom naczyniowym. W 1998 zaobserwowano pierwsze krzewy – osiągające 4 metry wysokości wierzby z gatunku Salix phylicifolia. Ogółem na Surtsey zaobserwowano co najmniej 60 gatunków roślin, z których około 30 zaaklimatyzowało się. Kolejne rośliny wciąż napływają z częstością od 2 do 5 gatunków rocznie.

### Ptaki

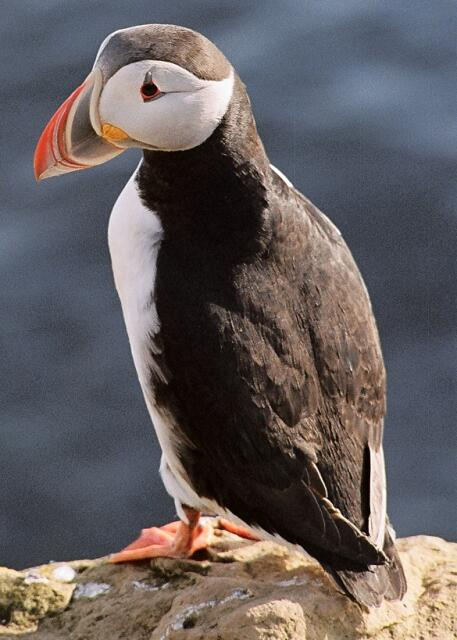
Pierwsze gniazdo maskonura odkryto na wyspie Surtsey w 2004

Ekspansja ptaków na wyspę jednocześnie zależała od obecności roślin i pomogła rozprzestrzenić się kolejnym gatunkom. Ptaki wykorzystywały rośliny jako materiał do budowy gniazd, jednocześnie pomagając rozsiewać nasiona, a także użyźniając glebę guanem. Pierwsze gniazda ptasie pojawiły się na Surtsey trzy lata po ustaniu aktywności wulkanicznej, a pierwszymi gatunkami zaobserwowanymi na wyspie były petrele i ptaki z rodziny alkowatych. Wyspę na stałe zamieszkuje osiem gatunków ptaków.
Pierwsza kolonia mew powstała w 1986, chociaż ptaki te widywano sporadycznie na brzegach Surtsey już kilka tygodni po jej wynurzeniu się z morza. Kolonia ta była szczególnie ważna w procesie rozwoju życia roślinnego wyspy, a mewy wywarły znacznie większy wpływ niż inne gniazdujące tam gatunki głównie ze względu na ich dużą liczbę. Ekspedycja naukowa z 2004 roku stwierdziła obecność maskonurów atlantyckich (Fratercula arctica), które są bardzo popularne na pozostałych wyspach archipelagu.
Surtsey stała się domem dla niektórych gatunków ptaków, jest także punktem przystankowym dla ptaków migrujących, głównie tych, których trasy przelotów wiodą z Islandii na Wyspy Brytyjskie. Gatunkami, które sporadycznie zauważano na Surtsey były łabędzie krzykliwe, różne gatunki gęsi i kruki. Chociaż Surtsey leży na wschód od głównych szlaków migracyjnych, wraz z rozwojem roślinności staje się coraz częstszym punktem przystankowym dla ptaków.

### Zwierzęta morskie
Wkrótce po uformowaniu się wyspy Surtsey wokół jej wybrzeży obserwowano ssaki z rodziny fokowatych. Foki zaczęły przybywać na wyspę i wygrzewać się na niej, a głównie na powstałej w wyniku erozji mierzei w północnej części Surtsey. Zamieszkujące wyspę stado fok zauważono w 1983 roku, a 70 z nich traktuje Surtsey jako swoje siedlisko. Stale zamieszkuje tam populacja foki szarej i znacznie mniejsza foki pospolitej. Obecność fok wabi orki, które są często widywane w wodach wokół archipelagu Vestmannaeyjar i coraz częściej wokół Surtsey.
Także podmorska część wyspy stała się domem dla wielu gatunków zwierząt morskich. Bardzo często występują tam rozgwiazdy, jeżowce i ślimaki. Podwodne stoki wulkanu pokryły się glonami i wodorostami tworząc zwartą pokrywę roślinną najgęstszą pomiędzy 10 i 20 metrem głębokości.

### Pozostałe formy życia
Owady przybyły na wyspę krótko po jej powstaniu i po raz pierwszy zostały zaobserwowane w 1964 roku. Jako pierwsze pojawiły się owady latające przyniesione na wyspę przy pomocy podmuchów wiatru. Niektóre z nich mogły zostać przywiane przez ocean aż z kontynentu europejskiego, a pozostałe dostały się na wyspę wraz z kawałkami pływającego drewna. Kiedy duże kępy traw zostały wymyte z brzegu wyspy w 1974, naukowcy przeanalizowali niektóre z nich odkrywając 663 gatunki bezkręgowców, głównie roztoczy i skoczogonków, które w większości przeżyły tę swego rodzaju podróż morską.
Zadomowienie się na wyspie owadów dostarczyło pożywienia ptakom, które z kolei przyczyniły się do przetrwania na wyspie samych owadów. Ciała martwych ptaków pozwoliły przetrwać owadom mięsożernym, użyźniając również glebę, co z kolei spowodowało wzrost roślin, które stały się pożywieniem owadów roślinożernych.
Pierwsza dżdżownica została znaleziona w próbce gleby w 1993, prawdopodobnie przyniesiona przez ptaki z pobliskiej wyspy Heimaey. Ślimaki znalezione w 1998 pochodziły z gatunków obecnych na południowym terytorium Islandii, odkryto również obecność pająków i chrząszczy.

## Przyszłość Surtsey

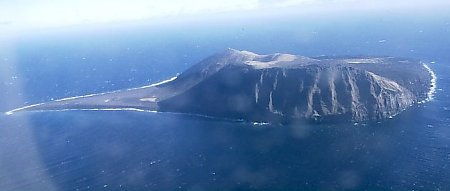
Wyspa Surtsey w 1999

W następstwie ustania aktywności wulkanicznej na Surtsey naukowcy opracowali szereg kryteriów, według których są mierzone zmiany kształtu wyspy. W ciągu 20 lat po wygaśnięciu erupcji pomiary ujawniły, że wyspa ciągle obniża się i w chwili obecnej jej wysokość jest o około metr mniejsza. Początkowo ubytek wysokości następował z prędkością 20 cm na rok, ale w latach 90. zmniejszył się do 1–2 cm rocznie. Spowolnienie obniżania się wyspy jest spowodowane wieloma czynnikami: osiadaniem luźnych skał piroklastycznych, z których zbudowany jest stożek wulkaniczny, zagęszczaniem się osadów pokrywających dno morskie oraz uginaniem się litosfery pod wpływem ciężaru wulkanu.
Typowa aktywność wulkaniczna w archipelagu Vestmannaeyjar to pojedyncze erupcje w danym miejscu, dlatego jest mało prawdopodobne, aby w przyszłości rozmiary Surtsey zwiększyły się na skutek kolejnych wybuchów wulkanu. Potężny wpływ morza powoduje ciągłą erozję wyspy już od pierwszych chwil jej powstania, a od zakończenia erupcji około połowa jej pierwotnej powierzchni została utracona. Obecnie Surtsey zmniejsza się o około 10 tysięcy metrów kwadratowych rocznie.

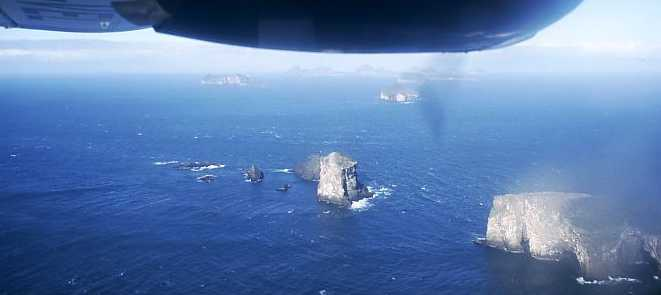
Efekt kilkusetletniej erozji podobnych do Surtsey wysp w archipelagu Vestmannaeyjar

Mimo wszystko, całkowite zniknięcie wyspy z powierzchni morza w najbliższej przyszłości jest mało prawdopodobne. Ulegające erozji powierzchnie są zbudowane z luźnych skał piroklastycznych łatwo poddających się niszczeniu przez fale i wiatr, ale większość pozostałego obszaru jest pokryta warstwą twardej lawy znacznie bardziej odpornej na wpływy przyrody. Dodatkowo złożone reakcje chemiczne przebiegające w luźnych skałach wewnątrz wyspy powodują powstawanie w procesie poligonizacji bardzo odpornych na erozję tufów wulkanicznych. Na Surtsey proces ten przebiegł bardzo szybko, ze względu na wysoką temperaturę tuż pod powierzchnią.
Chociaż niewątpliwie wyspa będzie stale maleć, to prawdopodobnie będzie opierać się wpływom natury przez wiele stuleci, zanim całkowicie zniknie z powierzchni oceanu. Jak będzie wyglądać Surtsey w przyszłości można sobie wyobrazić na podstawie innych wysepek archipelagu Vestmannaeyjar, które uformowały się dokładnie w ten sam sposób wiele tysięcy lat temu i erodowały do dzisiejszego stanu od początku swojego istnienia. W 2001 wyspa Surtsey została zgłoszona przez rząd Islandii do wpisania na listę światowego dziedzictwa kulturalnego i przyrodniczego UNESCO. Siedem lat później została wpisana na listę.